# Aina Elvius
Aina Margareta Elvius, född Eriksson 26 juni 1917 i Stockholm, död den 23 maj 2019 i Uppsala, var en svensk astronom. 
Elvius var biträdande professor i astronomi vid Stockholms observatorium i Saltsjöbaden från 1969 och ordinarie professor där 1979–1981.
Hennes forskningsområden var polarisation, observationer av galaxer och studier av aktiva galaxer.
Aina Elvius var ledamot av Kungliga Vetenskapsakademien sedan 1975 och tog över ordförandeskapet i Svenska astronomiska sällskapet efter sin man 1986.
Hon var gift med Tord Elvius från 1940 till hans död 1992. De är begravna på Uppsala gamla kyrkogård.